# Nationale Wijnweek
De Nationale Wijnweek is een jaarlijks terugkerend evenement dat wijn onder de aandacht brengt van het Nederlandse publiek.
Op het programma staan lezingen en proeverijen. Ook komt er tijdens de Week een magazine uit met achtergrondinformatie over de geschiedenis, de productie en consumptie van wijn.
De Nationale Wijnweek vindt plaats in de eerste week van oktober en wordt voorafgegaan door de "Open dag Nederlandse Wijngaardeniers", waarbij tientallen wijngaardeniers geïnteresseerde liefhebbers van wijn in hun wijngaard ontvangen.